# Мурад Хачаєв
Мурад Шаміль огли Хачаєв (азерб. Murad Xaçayev; нар. 14 квітня 1998, Луганськ, Україна) — азербайджанський та український футболіст, півзахисник «Сумгаїту».

## Клубна кар'єра
Народився в Луганську, де розпочав займатися футболом в академії місцевої «Зорі». З 2010 по 2015 рік виступав у ДЮФЛУ за ДЮФЛУ за «Зорю» (Луганськ), «Маріуполь» та «Шахтар» (Донецьк). У сезонах 2015/16 та 2016/17 років виступав за юнацьку команду «гірників», а в сезоні 2017/18 років — за молодіжну команду.
У червні 2018 року відправився в оренду до «Сумгаїта». У новій команді дебютував 11 серпня 2018 року в програному (0:2) домашньому поєдинку 1-го туру Прем'єр-ліги Азербайджану проти бакинського «Нефтчі». Мурад вийшов на поле на 46-ій хвилині, замінивши Ульві Ісгандарова. Дебютним голом у футболці «Сумгаїта» відзначився 27 квітня 2019 року на 77-ій хвилині переможного (3:2) домашньому поєдинку 26-го туру Прем'єр-ліги Азербайджану проти бакинському «Нефтчі». Хачаєв вийшов на поле в стартовому складі та відіграв увесь матч. По завершенні сезону 2018/19 років підписав повноцінний контракт з «Сумгаїтом», незважаючи на зацікавленість з боку азербайджанських та українських клубів.

## Кар'єра в збірній
З 2013 по 2015 рік викликався за юнацьку збірну України (U-17).
За юнацьку збірну Азербайджану дебютував 4 жовтня 2016 року в програному (1:4) виїзному поєдинку юнацького чемпіонату Європи На початку січня 2018 року проти однолітків з Австрії. Мурад вийшов на поле на 46-ій хвилині, замінивши Ревлана Мурадова. Єдиним голом за команду U-19 відзначився два дні по тому, 4 жовтня на 68-ій хвилині програного (1:2) виїзного поєдинку проти Боснії і Герцеговини. Хачаєв вийшов на поле в стартовому складі та відіграв увесь матч. Загалом за юнацьку збірну Азербайджану провів 3 поєдинки, в яких відзначився 1 голом.
На початку січня 2018 року Рашад Садихов викликав гравця до молодіжної збірної Азербайджану. 

## Досягнення
- Кубок Азербайджану
  -  Фіналіст (1): 2018/19